# Steganthera insculpta
Steganthera insculpta är en tvåhjärtbladig växtart som beskrevs av Janet Russell Perkins. Steganthera insculpta ingår i släktet Steganthera och familjen Monimiaceae. Inga underarter finns listade i Catalogue of Life.